# Alticola roylei
Alticola roylei је врста волухарице. 

## Распрострањење
Ареал врсте је ограничен на једну државу, Индију.

## Станиште
Врста Alticola roylei је присутна на планинском венцу Хималаја у Азији, на висинама од 2.500 до 4.300 метара.

## Угроженост
Ова врста је на нижем степену опасности од изумирања, и сматра се скоро угроженим таксоном.